# Seraj Mirdamady
 (février 2016).
Seraj Mirdamady (prononcé [sɛraj] en persan: سراج میردامادی), né le 27 mars 1973 à Mashhad, est un homme politique et journaliste iranien. Il est l'un des anciens leaders des étudiants réformistes. Il est cousin du Guide suprême de la Révolution en Iran, l'ayatollah Ali Khamenei, mais il soutient Mir Hossein Mousavi à l'élection présidentielle de 2009 et en 2013 il soutient Hassan Rohani, l'actuel président iranien. Mir Hossein Mousavi et Hassan Rohani sont deux candidats réformistes en Iran. Il habitait à Paris. Le 3 août 2013, jour de la signature du Décret d'application du président iranien Hassan Rohani, par le guide suprême, il est parti en Iran et ils ont confisqué son passeport à l'Aéroport international Imam Khomeini à Téhéran. Après plusieurs mois d'enquête, le 10 mai 2014 il a été arrêté et transféré à la prison d'Evin,,,.